# H.C. Toft
Hans Carl Toft (7. januar 1914 i Thisted – 29. september 2001) var en dansk politiker, valgt for Det Konservative Folkeparti. Toft var indenrigsminister i regeringen Hilmar Baunsgaard fra 11. juli 1969 til 11. oktober 1971. Sønnen Hans Toft var borgmester i Gentofte Kommune.
Hans Carl Toft var søn af dyrlæge Ludvig Toft, tog realeksamen 1930, skovfogedeksamen 1936, var 1939-40 frivillig i den finske vinterkrig. Under besættelsen var han leder af modstandsbevægelsen i Sydthy. Han blev medlem af Folketinget fra 1957 til 1975, valgt i Thisted Amt. Han var gårdejer i Uglev på Thyholm, ejer af Bjørndalgård. Han ligger begravet på Gentofte Kirkegård.
Han var Kommandør af Dannebrogordenen. Desuden statsrevisor 1968-69, formand for Konservativ Ungdom i Thisted Amt 1937-38, medlem af bestyrelsen for Hjemmeværnforeningernes region I 1945-46, formand for bygge- og maskinudvalg i det thylandske Landøkonomiske Selskab 1946-62, medlem af bestyrelsen for Mejeriet Godthaab 1951-63, Thyholms Eksportforening 1957-60 og Struer Slagteri 1957-69, medlem af Landbokommissionen 1960-69, Overfredningsnævnet 1961-69, af Folketingsgruppens bestyrelse 1963-69 og fra 1971, formand 1968-69, af partiets hovedbestyrelse 1964, af Folketingets Finansudvalg 1967-68, Det Udenrigspolitiske Nævn, Nordisk Råd og repræsentantskabet for Danmarks Nationalbank 1968-69, kommunalreformkommissionen 1972.
Han er begravet på Gentofte Kirkegård.